# Powiat strzyżowski (Galicja)
Powiat strzyżowski – dawny powiat kraju koronnego Królestwo Galicji i Lodomerii, istniejący w latach 1896–1918. Siedzibą starostwa był Strzyżów.
Powiat strzyżowski utworzono 15 września 1896 przez wyłączenie z powiatu rzeszowskiego powiatu sądowego Strzyżów oraz z powiatu jasielskiego powiatu sądowego Frysztak i przekształcenie ich w nowy powiat polityczny. Powołano go do życia postanowieniem cesarza Franciszka Józefa I z 28 września 1895, podanym do wiadomości obwieszczeniem Ministra Spraw Wewnętrznych z 5 sierpnia 1896:
Z powiatu rzeszowskiego:
- Baryczka, Blizianka, Brzeżanka, Czudec, Dobrzechów, Gbiska, Glinik Charzewski, Godowa, Grodzisko, Gwoździanka, Gwoźnica Dolna, Gwoźnica Górna, Jawornik Niebylecki, Konieczkowa, Lutcza, Łętownia, Małówka, Niebylec, Nowa Wieś Czudecka, Połomyja, Przedmieście Czudeckie, Przedmieście Strzyżowskie, Pstrągowa, Strzyżów (m), Tropie, Wyżne, Zaborów, Żarnowa i Żyznów,

Z powiatu jasielskiego:
- Cieszyna, Frysztak, Glinik Dolny, Glinik Górny, Glinik Średni, Gogolów, Huta Gogolowska, Jaszczurowa, Jazowa, Kalembina, Kobyle, Kozłówek, Kożuchów, Lubla, Łączki Jagiellońskie, Łęki, Markuszowa, Niewodna, Oparówka, Pietrusza Wola, Przybówka, Pstrągówka, Pułanki, Różanka, Stempina, Szufnarowa, Tułkowice, Twierdza, Widacz, Wiśniowa, Wojaszówka, Wysoka i Zawadka ad Wielopole,

1 maja 1901 do powiatu strzyżowskiego włączono jeszcze gminę Bonarówka z powiatu krośnieńskiego.
Po porzejściu pod administrację polską po I wojnie światowej został przekształcony w powiat strzyżowski, od 1920 w województwie lwowskim.